# Crinia pseudinsignifera
Espèce
Statut de conservation UICN

 LC  : Préoccupation mineure
Crinia pseudinsignifera est une espèce d'amphibiens de la famille des Myobatrachidae.

## Répartition
Cette espèce est endémique du Sud-Ouest de l'Australie-Occidentale. Elle se rencontre jusqu'à 600 m d'altitude,.

## Publication originale
- Main, 1957 : Studies in Australian Amphibia. I. The genus Crinia Tschudi in South-Western Australia and some species from South-Eastern Australia. Australian Journal of Zoology, vol. 5, p. 30-55.